# 比利亚伦加德拉韦加
比利亚伦加德拉韦加，是西班牙卡斯蒂利亚-莱昂帕伦西亚省的一个市镇。 总面积26平方公里，总人口676人（2001年），人口密度26人/平方公里。